# Cantón de Châteauneuf-sur-Charente
El cantón de Châteauneuf-sur-Charente era una división administrativa francesa, que estaba situada en el departamento de Charente y la región de Poitou-Charentes.
En aplicación del decreto nº 2014-195 del 20 de febrero de 2014, el cantón de Châteauneuf-sur-Charente fue suprimido el 1 de abril de 2015 y sus 15 comunas pasaron a formar parte del nuevo cantón de Charente-Champagne.

## Composición
El cantón estaba formado por quince comunas:
- Angeac-Charente
- Birac
- Bonneuil
- Bouteville
- Châteauneuf-sur-Charente
- Éraville
- Graves-Saint-Amant
- Malaville
- Mosnac
- Nonaville
- Saint-Simeux
- Saint-Simon
- Touzac
- Vibrac
- Viville